# Z machine
La Z machine (in italiano Macchina Z) è il più grande generatore di raggi X del mondo, progettato per la sperimentazione sul comportamento dei materiali in condizioni estreme di temperatura e pressione. Installata presso i Sandia National Laboratories ad Albuquerque in Nuovo Messico, la Z machine è utilizzata per la raccolta dati e la simulazione, con l'aiuto di modelli computerizzati, di armamenti nucleari.
La macchina opera rilasciando un impulso elettrico associato ad un campo magnetico. L'energia risultante dalla scarica di 20 milioni di ampere vaporizza una schiera di sottili fili di tungsteno e un potente campo magnetico comprime il plasma prodotto. Questo, collassando, produce a sua volta raggi X che creano un'onda d'urto sul materiale in esame. La potente fluttuazione all'interno del campo magnetico (o impulso elettromagnetico) genera anche corrente elettrica in tutti gli oggetti metallici presenti nella camera.
Il nome Z machine deriva dal fatto che la corrente viaggia verticalmente verso l'oggetto in esame, lungo quello che convenzionalmente è chiamato "asse Z", essendo gli assi "X" e "Y" orizzontali (vedi la voce Z-pinch).
Originariamente progettata per fornire un'alimentazione di 50 terawatts in un unico e veloce impulso, i progressi tecnologici hanno consentito di raggiungere i 290 terawatts, sufficienti per lo studio della fusione nucleare. La macchina libera in 70 nanosecondi 80 volte l'ammontare globale di potenza elettrica prodotta nel mondo. Tuttavia soltanto una piccola quantità di elettricità è consumata per ogni prova (pari a quella impiegata in 100 abitazioni per due minuti). Inoltre, prima dell'inizio del processo, si procede lentamente alla ricarica dei generatori Marx.
Il 7 aprile 2003 Sandia ha annunciato di aver realizzato la fusione del deuterio all'interno della Z machine.
In seguito allo stanziamento di 60 milioni di dollari, nell'ambito del programma di rinnovamento annunciato nel 2004, la potenza in uscita della macchina verrà portata a 350 terawatts, mentre l'output per i raggi X raggiungerà 2,7 megajoule.
La Z machine è ora capace di spingere piccole piastre fino a 34 chilometri al secondo, più della velocità di rivoluzione della Terra nella sua orbita attorno al Sole (30 km/s), e un valore tre volte superiore alla velocità di fuga dal pianeta (11,2 km/s).
Nel 2005, la Z machine ha prodotto plasma con temperature al di sopra dei 2 GK (109 K) o 2 miliardi di °C. Gli scienziati del progetto erano dubbiosi riguardo agli esiti delle sperimentazioni, ma dopo quattordici mesi di analisi con modelli computerizzati e ulteriori esami, hanno concluso che i risultati siano effettivamente validi. Si crede che il plasma ad alta temperatura sia stato prodotto dall'uso di una bobina leggermente più grande del normale, composta da fili di acciaio poco più spessi degli usuali fili di tungsteno.